# Folkesocialisme
 Denne artikel bør gennemlæses af en person med fagkendskab for at sikre den faglige korrekthed.

 Der er for få eller ingen kildehenvisninger i denne artikel, hvilket er et problem. Du kan hjælpe ved at angive troværdige kilder til de påstande, som fremføres i artiklen.

Folkesocialisme er en ideologi, som flere socialistiske partier, fortrinsvis skandinaviske, bekender sig til. Det drejer sig bl.a. om Socialistisk Folkeparti i Danmark og Sosialistisk Venstreparti i Norge.
Folkesocialisme opstod som begreb, da Danmarks Kommunistiske Parti blev splittet i 1958 efter længere tids strid mellem en stalinistisk og en titoistisk fløj under ledelse af Aksel Larsen, der stiftede Socialistisk Folkeparti, hvis ideologi blev betegnet som folkesocialisme. SF bibeholdt kravet om revolution og planøkonomi, men afviste – i modsætning til DKP – at lade sin politik diktere af Sovjetunionen. I dag har SF dog droppet ideen om planøkonomi, og er nu tilhængere af en demokratisk styret, socialistisk og grøn markedsøkonomi, som er præget af, at ejerskabet over virksomhederne bredes ud, mere offentligt kontrol med vitale sektorer, demokratiske protieringer i økonomien og medarbejdernes indflydelse på virksomhederne 
Folkesocialisme betegnes af SF som foreningen mellem socialisme og demokrati og som mellemvejen mellem kommunisme og socialdemokratisme.